# UZ Волка
UZ Волка (лат. UZ Lupi) — одиночная переменная звезда в созвездии Волка на расстоянии (вычисленном из значения параллакса) приблизительно 16709 световых лет (около 5123 парсеков) от Солнца. Видимая звёздная величина звезды — от +15,8m до +13,9m.

## Характеристики
UZ Волка — жёлто-оранжевая пульсирующая переменная звезда типа RR Лиры (RR:) спектрального класса K-G. Эффективная температура — около 4932 K.